# Eduardo Montesinos
Eduardo Montesinos (Sevilla, 1868-Madrid, 1930) fue un escritor, comediógrafo, letrista y periodista español.

## Biografía
Nació en 1868 en Sevilla. Fecundo autor cómico, fue redactor de La Correspondencia Militar y más tarde de La Época. Fue miembro desde 1897 de la Asociación de la Prensa de Madrid. Colaboró en otras publicaciones periódicas como La Lidia y Pluma y Lápiz. Fue autor junto a José Rincón Lazcano de la comedia La alcaldesa de Hontanares, estrenada en 1907 en el Teatro Español. Falleció en Madrid en enero de 1930.